# Эрвал-Гранди
Эрвал-Гранди (порт. Erval Grande)  —  муниципалитет в Бразилии, входит в штат Риу-Гранди-ду-Сул. Составная часть мезорегиона Северо-запад штата Риу-Гранди-ду-Сул. Входит в экономико-статистический  микрорегион Эрешин. Население составляет 4446 человек на 2006 год. Занимает площадь 285,913 км². Плотность населения — 15,6 чел./км².
Праздник города — 7 июня. 

## История
Город основан в 1959 году.

## Статистика
- Валовой внутренний продукт на 2003 составляет 38.255.771,00 реалов (данные: Бразильский институт географии и статистики).
- Валовой внутренний продукт на душу населения на 2003 составляет 7.655,75 реалов (данные: Бразильский институт географии и статистики).
- Индекс развития человеческого потенциала на 2000 составляет 0,744 (данные: Программа развития ООН).

## География
Климат местности: субтропический.